# 18a etapa del Tour de França de 2010
La 18a etapa del Tour de França de 2010 es disputà el divendres 23 de juliol de 2010 sobre un recorregut de 198 km entre Salias i Bordeus. La victòria fou pel britànic Mark Cavendish (Team HTC-Columbia), que d'aquesta manera aconseguia la seva quarta etapa de la present edició. Alessandro Petacchi aconseguia arrabassar el mallot verd a Thor Hushovd.

## Perfil de l'etapa
Etapa totalment plana, sense cap dificultat muntanyosa, i amb dos esprints intermedis, a Castelnau-Chalosse i a Hostens.

## Desenvolupament de l'etapa
Benoît Vaugrenard (FDJ), Jérôme Pineau (Quick Step), Daniel Oss (Liquigas-Doimo) i Matti Breschel (Team Saxo Bank) formaren l'escapada del dia. A l'altura del primer esprint del dia, a Castelnau-Chalosse, els escapats disposaven de 3' 25", una diferència que no cresqué gaire més. Pel darrere, els equips dels esprintadors, Lampre-Farnese Vini i Team HTC-Columbia, controlaven l'etapa, ja que no van voler deixar passar l'oportunitat d'arribar a l'esprint a Bordeus. A 50 km per a l'arribada va fer acte de presència del vent i l'etapa es tornà més nerviosa pel risc que es formessin ventalls i es trenqués el gran grup. A 25 km per a l'arribada els escapats sols disposaven d'1' 10" i poc després hi hagué els primers intents de trencar l'entesa de l'escapada. Amb tot, els quatre escapats anaren sent agafats pel gran grup a poc a poc, sent Oss el darrer d'ells, a sols 4 km. A l'esprint Mark Cavendish demostrà el seu domini absolut, tot guanyant la quarta etapa de la present edició. Thor Hushovd perdé el mallot verd en favor d'Alessandro Petacchi.

## Esprints intermedis
| 1r | Matti Breschel (DEN) | 6 pts |
| 2n | Daniel Oss (ITA)     | 4 pts |
| 3r | Jérôme Pineau (FRA)  | 2 pts |

| 1r | Daniel Oss (ITA)     | 6 pts |
| 2n | Jérôme Pineau (FRA)  | 4 pts |
| 3r | Matti Breschel (DEN) | 2 pts |

## Classificació de l'etapa
|    | Ciclista                   | Equip               | Temps      |
| -- | -------------------------- | ------------------- | ---------- |
| 1  | Mark Cavendish (GBR)       | Team Columbia-HTC   | 4h 37' 09" |
| 2  | Julian Dean (NZL)          | Garmin-Transitions  | m. t.      |
| 3  | Alessandro Petacchi (ITA)  | Lampre-Farnese Vini | m. t.      |
| 4  | Robbie McEwen (AUS)        | Team Katusha        | m. t.      |
| 5  | Óscar Freire (ESP)         | Rabobank ProTeam    | m. t.      |
| 6  | Edvald Boasson Hagen (NOR) | Team Sky            | m. t.      |
| 7  | Jürgen Roelandts (BEL)     | Omega Pharma-Lotto  | m. t.      |
| 8  | José Joaquín Rojas (ESP)   | Caisse d'Epargne    | m. t.      |
| 9  | Grega Bole (SLO)           | Lampre-Farnese Vini | m. t.      |
| 10 | Rubén Pérez Moreno (ESP)   | Euskaltel–Euskadi   | m. t.      |

## Classificació general
|    | Ciclista                    | Equip                 | Temps       |
| -- | --------------------------- | --------------------- | ----------- |
| 1  | Alberto Contador (ESP)      | Astana Qazaqstan Team | 88h 09' 48" |
| 2  | Andy Schleck (LUX)          | Team Saxo Bank        | + 8"        |
| 3  | Samuel Sánchez (ESP)        | Euskaltel-Euskadi     | + 3' 32"    |
| 4  | Denís Ménxov (RUS)          | Rabobank ProTeam      | + 3' 53"    |
| 5  | Jurgen van den Broeck (BEL) | Omega Pharma-Lotto    | + 5' 27"    |
| 6  | Robert Gesink (NED)         | Rabobank ProTeam      | + 6' 41"    |
| 7  | Joaquim Rodríguez (ESP)     | Team Katusha          | + 7' 03"    |
| 8  | Ryder Hesjedal (CAN)        | Garmin-Transitions    | + 9' 18"    |
| 9  | Roman Kreuziger (CZE)       | Liquigas-Doimo        | + 10' 12"   |
| 10 | Christopher Horner (USA)    | Team RadioShack       | + 10' 37"   |

## Classificacions annexes
|    | Ciclista                  | Equip               | Total   |
| -- | ------------------------- | ------------------- | ------- |
| 1r | Alessandro Petacchi (ITA) | Lampre-Farnese Vini | 213 pts |
| 2n | Thor Hushovd (NOR)        | Cervélo TestTeam    | 203 pts |
| 3r | Mark Cavendish (GBR)      | Team HTC-Columbia   | 197 pts |

|    | Ciclista                | Equip                 | Total   |
| -- | ----------------------- | --------------------- | ------- |
| 1r | Anthony Charteau (FRA)  | Bbox Bouygues Telecom | 143 pts |
| 2n | Christophe Moreau (FRA) | Caisse d'Epargne      | 128 pts |
| 3r | Andy Schleck (LUX)      | Team Saxo Bank        | 116 pts |

|    | Ciclista              | Equip            | Temps       | Temps |
| -- | --------------------- | ---------------- | ----------- | ----- |
| 1r | Andy Schleck (LUX)    | Team Saxo Bank   | 88h 09' 56" |       |
| 2n | Robert Gesink (NED)   | Rabobank ProTeam | + 6' 33"    |       |
| 3r | Roman Kreuziger (CZE) | Liquigas-Doimo   | + 10' 04"   |       |

|    | Equip                  | Temps        | Temps |
| -- | ---------------------- | ------------ | ----- |
| 1r | Team RadioShack (USA)  | 264h 36' 07" |       |
| 2n | Caisse d'Epargne (ESP) | + 8' 30"     |       |
| 3r | Rabobank ProTeam (NED) | + 33' 59"    |       |

## Abandonaments
- Francesco Reda (Quick Step). Abandona.